# Ernst Julius Amberg
Ernst Julius Amberg (Zurique, 6 de setembro de 1871 – 15 de março de 1952) foi um matemático suíço. Foi em 1897 um dos organizadores do primeiro Congresso Internacional de Matemáticos em Zurique.
Amberg estudou matemática no Instituto Federal de Tecnologia de Zurique (ETH Zürich). Obteve um doutorado em 1897 na Universidade de Zurique, orientado por Adolf Hurwitz, com a tese Über einen Körper, dessen Zahlen sich rational aus zwei Quadratwurzeln zusammensetzen). Como assistente na ETH Zürich foi um dos organizadores do primeiro Congresso Internacional de Matemáticos.